# Augustus De Morgan
Augustus De Morgan (Maduráj, 1806. június 27. – London, 1871. március 18.) angol matematikus. Bevezette a teljes indukció használatát és a De Morgan-azonosságnak nevezett szabályokat.
Augustus De Morgan Indiában született, családja ötödik gyermekeként. Nem sokkal születése után elvesztette egyik szeme világát. Amikor 7 hónapos volt, visszatértek Angliába. Az iskolában Augustus nem remekelt, és egészségi állapota miatt nem vett részt a közös játékokban, így hamar a gúnyolódások és gonoszkodások könnyű céltáblájává vált. 1823-ban, 16 évesen a cambridge-i Trinity College diákja lett, ahol többek között George Peacock is tanította.

## A BA diploma után
Megszerezte a BA diplomát, azonban egy teológiai teszt kellett az MA diplomával kapcsolatos tanulmányok elkezdéséhez, amit – bár az Anglikán Egyház tagja volt – erősen ellenzett. Ebből kifolyólag Cambridge-ben nem tudta folytatni a tanulmányait.
1826-ban visszatért londoni otthonába, és felvételt nyert a Lincoln's Inn-be, hogy jogot tanuljon. 1827-ben az újjáalapított londoni University College-ben megpályázott egy állást a Matematika tanszéken, s annak ellenére, hogy addig nem jelent meg matematikai publikációja, meg is kapta az állást.

## Pályafutása
1828-ban a University College első matematikaprofesszora lett. 1831-ben lemondott a posztjáról egy elvi vita miatt, azonban 1836-ban újra megkapta ugyanazt a tisztséget, amelyet aztán 1866-ig meg is tartott, amikor egy újabb elvi vita miatt ismét lemondott.

## Művei és munkássága
Az aritmetika elemei című könyve 1830-ban érte meg a második kiadást, amelyet még számos további követett az idők folyamán. 1838-ban definiálta és bevezette az úgynevezett matematikai indukciót, ez a kifejezés először Induction (Mathematics) című művében jelenik meg, amit a Penny Cyclopediába írt. Az évek során további 712 cikket írt ebbe az Enciklopédiába, melyet a Society for the Diffusion of Useful Knowledge jelentetett meg: ugyanaz a társaság, amely a későbbiek folyamán a London Universityt alapította, s amely De Morgan másik híres művét, A differenciál- és integrálszámítást is kiadta. 1849-ben publikált még egy művet a komplex számok geometriai értelmezéséről, majd bevezette a ma De Morgan-azonosságként ismert szabályokat, melyekkel nagyban hozzájárult a matematikai logika megreformálásához.

## Levelezések és egy híres tanítvány
De Morgan levelezett Charles Babbage-dzsel, és oktatta Ada Lovelace-t. De Morgan Sir William Rowan Hamiltonnal is levelezett, és hozzá hasonlóan kísérletezett a kétdimenziós algebra három dimenzióra való kiterjesztésével.

## Tagságok és kitüntetések
1866-ban a London Mathematical Society alapító tagja és első elnöke lett, majd ugyanebben az évben a Royal Astronomical Society tagjává választották. De Morgan sosem volt tagja a Royal Society-nek, mert nem engedte, hogy előterjesszék a tagságra. Egy tiszteletbeli diplomát is visszautasított, melyet az Edinburgh-i Egyetem ajánlott fel neki.

## Érdekesség
De Morgant mindig érdekelték a furcsa számtani tények, és 1864-es írásában megjegyezte, hogy éppen {\displaystyle x} éves volt az {\displaystyle x^{2}}-edik évben, ugyanis 43 éves volt 1849-ben (432 = 1849).